# TV Sorrisi e Canzoni
TV Sorrisi e Canzoni, originariamente Sorrisi e Canzoni, è una rivista settimanale italiana fondata nel 1952, che contiene la guida ai programmi TV e approfondimenti su attualità, musica, cinema e spettacolo.

## Storia
La testata nacque nell'ottobre 1952 come Sorrisi e Canzoni d'Italia per iniziativa di Agostino Campi, editore dello storico Almanacco Barbanera. Campi assunse la direzione del nuovo settimanale. Il primo numero comprendeva 16 pagine bicolori (nero e arancione chiaro) e costava 50 lire. La rivista aveva come sottotitolo: «Tutti i successi delle canzoni, varietà, radio e cinema». La sede era a Roma. Successivamente la testata divenne semplicemente Sorrisi e Canzoni. 
Quando nacque, il giornale era il primo a parlare interamente di spettacolo: mancava infatti in Italia una rivista interamente dedicata alle canzoni e alla musica. Campi era proprietario della Campi editrice di Foligno, società che possedeva i diritti di pubblicazione in Italia di canzoni di tutto il mondo. Fin dai primi numeri, Sorrisi e Canzoni pubblicava i testi delle canzoni più in voga. Campi possedeva anche l'esclusiva dei testi delle canzoni in gara al Festival di Sanremo, manifestazione canora nata nel 1951, che l'editore pubblicava integralmente sul suo giornale.
Quello della fine del 1952 fu l'unico numero uscito in quell'anno. La testata avviò regolari pubblicazioni a partire dal giugno 1953, con il sottotitolo «Settimanale di radiocanzoni e varietà». In assenza della televisione, il pubblico poteva conoscere i volti dei propri beniamini dalle foto pubblicate da «Sorrisi»: tra i volti noti della canzone che apparivano in prima pagina quell'anno vi furono Achille Togliani, Nilla Pizzi, Claudio Villa, Teddy Reno e Luciano Tajoli. La rivista dedicava il 70% del suo spazio alla pubblicazione dei testi delle canzoni. In quegli anni si contarono circa 500 rassegne canore in Italia, e Sorrisi cercava di dare spazio a tutte le canzoni più popolari e ai loro protagonisti.
Dal nº 5 del 1960 (numero che sancì il passaggio di direzione da Campi a Tarquinio Maiorino) con l'aggiunta di "TV", la testata assunse la forma attuale (se si eccettua, dalla primavera 1964 al 1º ottobre 1967, la dizione «TV - Illustrazione - Sorrisi e Canzoni»). Ben presto il settimanale acquistò grande popolarità divenendo uno dei periodici più venduti in Italia.

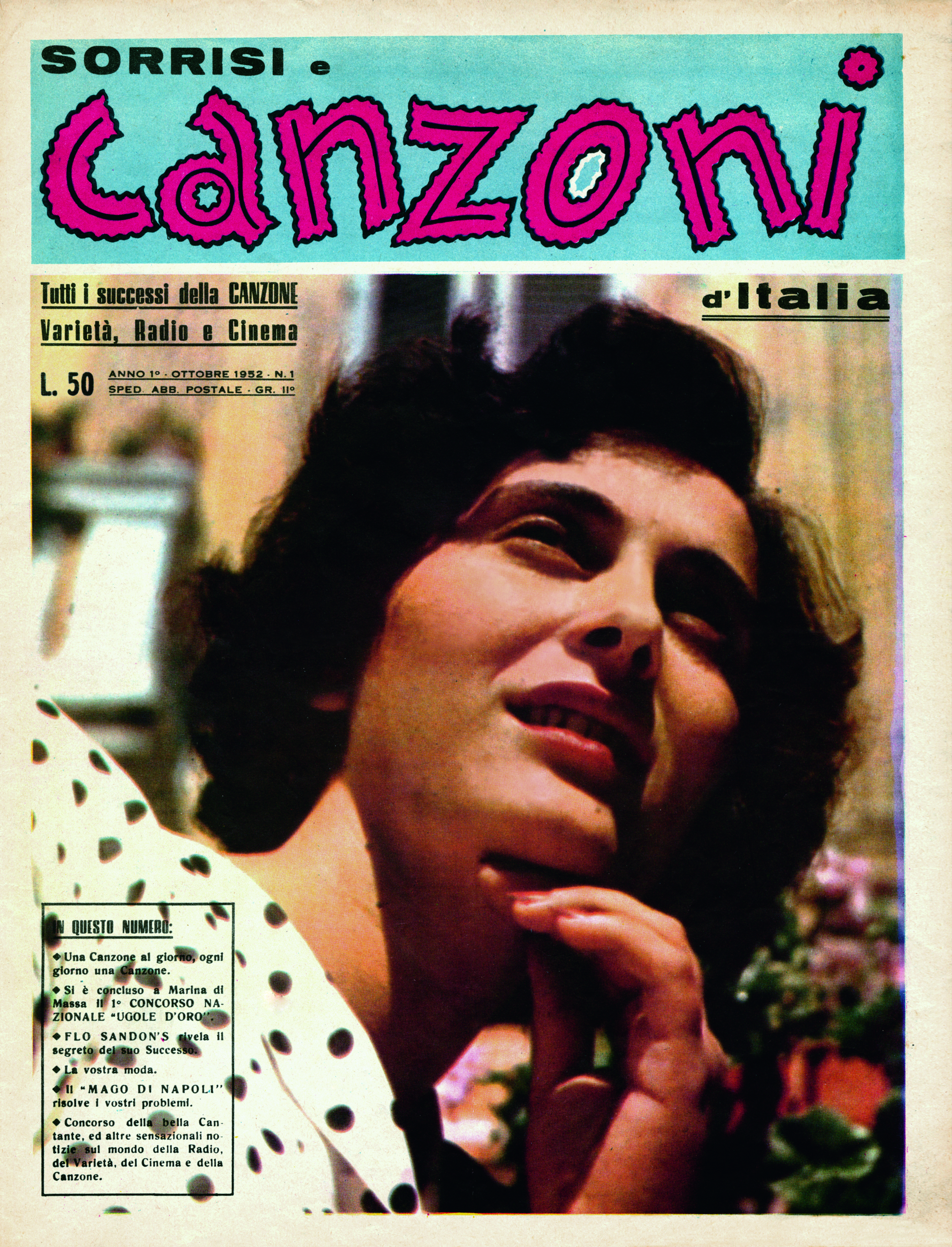
La copertina del primo numero di Sorrisi e Canzoni d'Italia, ottobre 1952: ritrae la cantante Clara Jaione.

A partire dal n.41 del 1967 Sorrisi registrò l'ennesimo cambiamento: cambiò la copertina ora stampata in versione plastificata, su carta pesante e lucida, aumentò il numero di pagine e aumentò il prezzo, da 80 a 100 Lire. La testata tolse la parola "Illustrazione" sotto quella di Sorrisi e Canzoni. Cambiò il logo: rettangolo a sfondo azzurro con la scritta in grande TV di colore giallo e sopra la scritta in corsivo nero "sorrisi e canzoni".
Il n. 1 del 1972 portò delle novità sul logo: il rettangolo diventa ovale a forma di schermo televisivo sempre di colore azzurro e la scritta TV più piena con riga interna di colore azzurro e sopra incurvata la scritta sorrisi e canzoni in giallo. Questo logo rimase da allora e diventò il marchio del settimanale. Venne rimpicciolito dal n.28 del 1975 insieme alla riduzione del formato del giornale. Venne poi rimpicciolito di poco e reso tridimensionale dal n.10 del 1998 per poi ingrandirlo dal n.37 del 2007 e passare da tridimensionale a quello precedente dal n.50 del 2009.
Nel 1982 la rivista entrò nella Silvio Berlusconi Editore, che confluì poi nel gruppo Arnoldo Mondadori Editore nell'aprile 1994. Numerose sono state le firme di noti giornalisti che hanno diretto nel corso degli anni Sorrisi. Storico direttore succeduto a Dario Baldi fu Gigi Vesigna (dal 1973), a cui si devono record storici di vendita per l'introduzione della novità degli inserti TV Locali ideati e voluti espressamente dal subentrante Presidente Feliciano Campi. Il record di vendite venne toccato nel 1986 con 3 100 000 copie vendute.
Nel 1994 la direzione del settimanale passò nelle mani di Pierluigi Ronchetti, che restò al timone della rivista per 8 anni. Dal settembre 2002 all'ottobre 2006 il direttore della rivista è stato Massimo Donelli, successivamente nominato direttore di Canale 5. Sotto la sua guida la rivista ampliò la guida ai programmi introducendo il digitale terrestre. Donelli lanciò nel 2003 il portale web www.sorrisi.com con cineracconti, notizie sul mondo della televisione, novità musicali, fotogallery e aggiornamenti sui programmi.
La rivista ha organizzato diverse manifestazioni televisive di successo come Vota la voce, celebre concorso musicale, e il Gran Premio Internazionale dello Spettacolo, noto anche come Notte dei Telegatti, in cui si premiavano star e rivelazioni della stagione televisiva; quest'ultimo col tempo è divenuto uno dei premi televisivi più ambiti nel mondo dello spettacolo. Dal 16 ottobre 2006 al 19 giugno 2008 il direttore è stato Umberto Brindani, sostituito dal 23 giugno dello stesso anno da Alfonso Signorini. Nel settembre 2007 venne effettuata una rivisitazione grafica e dei contenuti. Nello stesso anno la redazione traslocò da Corso Europa, a Milano, al palazzo Mondadori di Segrate. Dal 2008 al 2011 la rivista destina un premio "Sorrisi e Canzoni TV" nell'ambito del Premio Lunezia, rassegna tenuta a battesimo da Fernanda Pivano e Fabrizio De André, tra i vari big premiati Arisa. 
Dal 26 febbraio 2012 direttore responsabile divenne Aldo Vitali. Quest'ultimo scelse di innovare il settimanale, in primo luogo, facendo un adeguamento della sezione dei palinsesti. Rafforzò, inoltre, la presenza di TV Sorrisi e Canzoni sul web e sui social media, con un progressivo arricchimento del sito e la creazione di profili ufficiali Twitter, Instagram e Facebook.
Nello stesso anno TV Sorrisi e Canzoni ha compiuto 60 anni. Per celebrare questo anniversario è stato realizzato il volume “60 anni di TV Sorrisi e Canzoni - Una storia italiana”, edito da Mondadori, con un racconto sull’evoluzione della rivista nel corso degli anni.
Tra il 2013 e il 2015 la rivista prende parte all'iniziativa di solidarietà "Auguri d'artista". Il progetto riguardava l'inserimento di sei infermieri part time nel reparto di Alta Intensità di Cura, al Centra Trapianti Midollo e al Day Hospital. A sostegno di questa causa si sono mossi 25 artisti, ciascuno dei quali ha realizzato una cartolina di auguri natalizi che è stata poi distribuita con TV Sorrisi e Canzoni. Le originali sono state vendute con un'asta in rete.
Nel 2015 è stato lanciato Sorrisi.com, sistema dedicato al mondo dell'intrattenimento. Nel 2017 si è invece avuto il debutto della nuova Guida TV digitale (consultabile su www.sorrisi.com/guidatv). Quest'ultima presenta un palinsesto continuamente aggiornato di 130 canali con più di 100.000 schede di programmi disponibili. Nella pagina principale vengono mostrati i contenuti dei programmi suddivisi per categorie.
Nel 2022 vi è il ritorno del "Telegatto", il Gran Premio Internazionale dello Spettacolo, nato nel 1971, che ha come caratteristica principale quella di essere deciso da una giuria popolare, i lettori di TV Sorrisi e Canzoni, chiamati a votare gli artisti più amati della televisione, della musica e del cinema. Dopo dieci anni di assenza, TV Sorrisi e Canzoni presenta il volume Il Telegatto. Storia del premio più amato dalle star (a cura di Rosanna Mani) e annuncia il ritorno della manifestazione.
Con la presenza sempre più forte delle piattaforme streaming come Netflix e Prime Video, nel 2019, dall'esperienza di Sorrisi nasce la rivista a cadenza irregolare ON.

## Le pagine dei programmi TV: "Settegiorni"

### Anni settanta
Intuendo le importanti novità delle realtà locali delle televisioni via cavo, a partire dal n. 4 del 1974 il giornale crea una nuova rubrica relativa ai programmi televisivi: "Settegiorni, i programmi televisivi della settimana" pubblicando per la prima volta le griglie dei programmi giornalieri e i palinsesti delle televisioni estere sotto quello del secondo canale. Nell'autunno dello stesso anno vengono introdotti i palinsesti di Telemontecarlo e di cinque emittenti via cavo: Rete A, TB21, TeleTorino, TeleAbruzzo e TeleNapoli; alle quali si aggiungeranno TeleUdine, TeleSanbenedetto, Video R. Pordenone.
- A partire dall'inizio del 1975 la forma grafica e il numero delle pagine di "Settegiorni" viene modificata: i programmi radiofonici sono stati divisi da quelli televisivi e ora compaiono su due pagine, una dedicata ai due canali della Rai, l'altra alle emittenti straniere (Radio Montecarlo, Radio Capodistria, Radio Monteceneri). Ai programmi sono ora dedicate quindici pagine, la prima con l'intestazione: "7 Giorni" vicino al marchio di Sorrisi, illustra i sette migliori programmi della settimana (uno al giorno) con fotografie e gabbie, sulle altre quattordici (due per ogni giorno della settimana) compaiono i palinsesti dei due canali della RAI, di Telemontecarlo, della televisione in lingua tedesca per la zona di Bolzano, della Tv svizzera italiana e di Telecapodistria. Momentaneamente scompaiono i palinsesti delle TV via cavo.[15]
- Al n.28 del 1975, Tv Sorrisi e Canzoni che ha ridotto il proprio formato, pubblica i programmi televisivi interamente a colori.[15]

La rubrica "7 Giorni" quindi colora le pagine giornaliere di diverso colore:
- Domenica di colore marrone,
- Lunedì di colore azzurro,
- Martedì di colore arancione,
- Mercoledì di colore fucsia,
- Giovedì di colore grigio,
- Venerdì di colore verde,
- Sabato di colore rosa.

Oltre alla pagina intestata "7 giorni TV" che illustra i programmi della settimana, ogni giorno è formato da due pagine interamente a colori: nella pagina di sinistra le gabbie dei programmi del Primo Canale Rai, di fianco la griglia del palinsesto con in testa il quadrato azzurro e l'uno bianco al centro e a fianco la scritta canale dentro un rettangolo; a seguire di sotto la piccola griglia della Tv bolzano di colore arancione. Nella pagina di destra le griglie del Secondo Canale con in testa il quadrato rosso con al centro un due bianco e di fianco la scritta canale dentro un rettangolo. A seguire giù la griglia della Tv svizzera di colore rosso, sotto quella di Telecapodistria di colore azzurro, sotto ancora quella di Telemontecarlo di colore fucsia e infine quella della Tv francese di colore blu; a fianco le gabbie delle quattro emittenti.
Oltre ai palinsesti delle già citate emittenti vengono reintrodotti i palinsesti delle Tv via cavo preceduti dai blocchi delle quattro frequenze radiofoniche estere:  Radio Monte Ceneri, Radio Montecarlo, Radio Capodistria. Nella pagina delle radio Rai viene aggiunto il palinsesto del V canale della filodiffusione dedicato alla musica leggera. Con la riforma della radiotelevisione agli inizi del 1976 la parola "canale" viene sostituita con "rete" posta prima del quadrato col numero rispettivo: 1 e 2.
- Dal n.13 del 1977 verrà pubblicato fino al 1981 il fascicolo colorato di rosa o verde o giallo (a seconda delle pubblicazioni) di tutte le tv locali diviso per zone geografiche chiamato Il giornale delle Tv locali. Tra il 1975 e il 1977 il boom delle antenne locali è così esploso che occorre dare una guida minuziosa per i lettori. Dal 1975 al 1981 i simboli dei palinsesti sono rappresentati da quadrati con all'interno i loghi delle reti 1 di colore azzurro e 2 di colore rosso, modificati a forma di TV dal 1981.

### Anni ottanta
- Dal n.11 1981 il giornale inizia a pubblicare su una stessa pagina i programmi di tutte le televisioni con il dichiarato scopo di rendere più agevole la consultazione ai lettori. Sparisce l'inserto dedicato alle Tv private e i loro palinsesti sono pubblicati insieme a quelli delle reti Rai nell'ambito della rubrica "7 Giorni", in tredici edizioni di 36 pagine ciascuna, ogni edizione corrisponde ad altrettante zone tv.[17]

La rubrica nella sua nuova veste grafica si presenta nel seguente modo: nelle prime due pagine vengono presentati tutti i film della settimana, nelle due pagine successive ad ogni giorno della settimana vengono riportate le locandine e i programmi della Rete 1, Rete 2, PIN e Canale 5; ai due lati delle due pagine ci sono le gabbie riservate ai programmi del giorno, in mezzo sul lato sinistro in alto la griglia della Rete 1, in basso quella di Pin (Primarete Indipendente), a destra in alto la griglia della Rete 2 e in basso quella di Canale 5. Nelle due pagine successive le 24 griglie piccole dei programmi delle tv locali incluse quelle della Rete 3-Rai, Tv Svizzera, Telemontecarlo e TeleCapodistria. Le principali tv private a rilevanza regionale sono: Antenna3 Lombardia, Tele Torino Internazional, Telecupole, Antenna Nord, Telesanterno, Telenova, Telenord, Tele Alto Milanese, Telecity, Telelombardia, Canale 51, A&G Television, TeleEmiliaRomagna, Tele Reggio, Euro Parma Tv, Rtv 38, Rete A, Tele Libera Firenze, Canale 48, Telepadova, VideoVeneto, Tv Centro Marche, Gbr, La Uomo Tv, Rti, Tvr Voxon, Quintarete, Canale 21, Telenorba, Telebari, Telecapri, Teletna, Antenna Sicilia, Teleregione Color, Videolina.
- Dal n.20 dello stesso anno la grafica della rubrica viene modificata, rendendola più tondeggiante e avvolgente, meno squadrata della precedente. Le griglie dei palinsesti hanno gli spigoli tondi e i contenitori dei loghi TV da quadrati diventano ovali a forma di TV. La Rete 1-Rai ha lo spazio azzurro con l'1 bianco, la Rete 2-Rai lo spazio rosso col 2 bianco e la Rete 3-Rai lo sfondo verde col 3 nero, poi bianco ma a partire dal n.35, prima era tra le minigriglie delle tv locali. Canale 5 ha lo sfondo arancione e il logo del biscione col 5 in bianco, mentre la Pin ha lo sfondo verde con il cane e il trifoglio nero. Nelle due pagine successive le griglie delle tv locali arrivano a 36.
- Dal n.1 del 1982 con la nascita dei due network nazionali privati Italia 1 e Retequattro, le pagine dei programmi subiscono una lieve modifica. Nelle prime due pagine, le griglie restano invariate salvo il cambio per la griglia in basso a sinistra: la Rete 3-Rai sostituisce la Pin dal n.35 del settembre 1981.

Le successive due pagine dedicate alle emittenti locali vedono inserito nel centro un box bigriglia bicolore: azzurro per la rusconiana Italia 1 in basso a destra con il logo dell'uno colorato di blu e giallo, e giallo-fucsia per la mondadoriana Retequattro, in alto a sinistra con il logo del quattro in bianco con scarabocchio in verde sotto il logo. Le altre mini-griglie delle emittenti locali rimangono invariate.
- Dal n.5 del 1983 i palinsesti televisivi vengono stravolti. Le pagine aumentano a cinque; le prime due sono riservate ai palinsesti di: Rai 1 collocato in alto a sinistra sulla prima pagina mentre a destra della stessa sono poste le gabbie dei programmi segnalati nell'elenco da un asterisco o una freccia. Sull'altra pagina ci sono Rai 2 e Canale 5 in basso, e diviso per pagina con alla parte destra altre locandine televisive. Sulle altre due pagine ci sono invece: la Radio Rai e Rete 4 sul lato sinistro con in alto al centro il logo dell'emittente e varie locandine televisive, sull'altra pagina ci sono Italia 1 sul lato destro, Rai 3 in basso a sinistra e Telemontecarlo in basso a destra, con varie locandine televisive alla parte destra dei palinsesti. A destra ci sono inoltre anche i palinsesti di Rete A, TV Koper-Capodistria ed Elefante Tv. Sull'altra pagina ci sono i palinsesti televisivi di varie emittenti locali e commerciali, al centro della quale si trovano quelli del circuito televisivo Euro TV.[18]
- Nel marzo del 1986 vengono invertiti i palinsesti di Rai 2 e di Canale 5: quest'ultimo appare sul lato destro e il primo in basso, vengono invertiti anche i palinsesti di Rai 3 e Italia 1 sul lato destro, Euro TV viene spostato sotto il palinsesto di Rete 4 e al suo posto appare il palinsesto di Videomusic. Dalla stagione 1987 - 1988 appaiono i palinsesti televisivi di Italia 7, quelli di Odeon TV, quelli di Telemontecarlo e quelli di Rete A, scompaiono i palinsesti di Euro TV e al suo posto appare Rai 3, ora collocato tra i palinsesti di Rete 4 e di Italia 1. Sempre dal 1987 i palinsesti della Radio Rai sono collocati sulla pagina dei Settegiorni.

### Anni novanta
- Dal n.4 del 1991 vengono modificate le griglie dei palinsesti; nelle prime due pagine compaiono le griglie di Rai 1 e Canale 5 al centro e al lato le locandine dei programmi. Nelle due pagine successive sulla pagina a destra la griglia di Rai 2, le locandine dei programmi, la griglia di Italia 1; nella pagina successiva quella di Rete 4, locandine dei programmi e griglia di Rai 3 e sotto quella di Telepiu 2. Nella pagina successiva le locandine dei programmi delle emittenti Videomusic, ReteA e le griglie delle tv locali.

Cambiano contestualmente tutti i loghi impressi nelle testate delle griglie. L'ovale a forma di TV è contornato da una linea perimetrale marrone, i loghi delle tre reti Rai introducono i loghi già adottati dalla Tv anni prima: Rai 1 in blu, Rai 2 in rosso e Rai 3 in verde; per le reti Fininvest: il logo di Canale 5 diventa arancione col fiore rosso e contornato da un semiperimetro che parte dal fianco della testa fin sotto al fiore, Italia 1 perde la scritta obliqua "Italia" ed è interamente di colore blu, Retequattro rimane invariato di giallo. I loghi di Telemontecarlo e le altre reti Italia 7, MTV e Videomusic rimangono invariati.
- Dal n.4 del 1995 la rubrica viene modificata leggermente: invariate le prime due pagine, le successive due sono così raffigurate; a sinistra del centropagina la griglia di Rai 2, a fianco nel centropagina di destra quella di Italia 1, sotto ad entrambe quella di Retequattro, ai lati le griglie dei programmi. Le ultime due pagine vengono così pubblicate: quella di sinistra per 2/3 è occupata da uno sponsor o rubrica, poi le griglie di Rai 3 sopra e Telemontecarlo sotto, nella successiva per 1/3 i box dei programmi delle due reti e le griglie delle tv locali compresi in evidenza i loghi colorati dei circuiti: Italia 7, Odeon Tv, Cinquestelle, Junior Tv.
- Dal n.42 del 1996 la rubrica modifica i palinsesti: viene introdotta una pagina sulla TV dei ragazzi e due pagine ogni giorno della settimana che riportano in alto le gabbie dei programmi serali e giù le gabbie di tutti i film trasmessi dalle reti nelle 24 ore. Le successive pagine riportano a sinistra la griglia di Rai 1 e Rai 2, le gabbie al centro e a destra della pagina seguente le griglie di Rai 3 e Rete 4. Nelle due pagine successive a sinistra le griglie di Canale 5 e Italia 1, le gabbie al centro e a destra nella pagina seguente le griglie di Telepiù 1 e Telepiù 2. Nell'ultima pagina del giorno le griglie delle emittenti regionali e a destra la gabbia colorata di beige con la griglia di Telemontecarlo e gabbietta del programma in evidenza, giù di verde la gabbia di Rete A - MTV e relativa gabbietta programma.

Dal n.43 del 1997 cambia di nuovo la rubrica "7 giorni" riguardo ai palinsesti. Si tengono invariate le pagine della tv rosa, tv dei ragazzi e le due pagine giornaliere dei film e programmi di prima serata. Le successive pagine sono così divise: le prime due riportano al centro le tre griglie delle reti Rai con a sinistra le gabbie dei programmi del giorno e a destra dei programmi della sera. Nelle due pagine successive idem, al centro le tre griglie delle reti Mediaset a sinistra le gabbie dei programmi mattutini e a destra di quelli serali. La pagina successiva oltre alla tradizionale dedicata allo sponsor vi è quella delle griglie delle reti regionali con in alto a sinistra la gabbia con le due griglie delle reti di Cecchi Gori Telemontecarlo e TMC 2 con relativa gabbietta del programma su sfondo rosa.

### Anni 2000
Tra la fine degli anni '90 e l'inizio degli anni 2000 l'impostazione delle griglie della rubrica "7giorni" rinominata "la settimana in Tv" cambia ulteriormente. Invariate le pagine iniziali nelle due pagine delle reti Rai e in quelle delle reti Mediaset, le griglie dei singoli canali accorpano anche le gabbie dei programmi. Spariscono i loghi delle reti e rimangono solo i nomi. Nella pagina delle TV regionali le griglie di LA7 e MTV e quelle delle emittenti regionali:
- Sono divise, per ragione di ordine le reti Rai da quelle Mediaset: le prime due pagine hanno il palinsesto di Rai 1 a sinistra, Rai 2 centrale e Rai 3 a destra; la stessa cosa si ripete per Canale 5, Rete 4 e Italia 1. A lato vi erano i programmi salienti della giornata. Ai sei canali principali seguono le pagine con i palinsesti di Telemontecarlo, TMC 2, Videomusic e le televisioni regionali. I palinsesti radiofonici vanno col tempo a scemare fino a scomparire definitivamente. Dalla fine degli anni '90 i programmi salienti sono ulteriormente divisi per canale: Rai 1 è a sinistra con la sua "gabbia" di programmi, Rai 2 al centro diviso con il palinsesto sulla sinistra e il riassunto dei programmi a destra, Rai 3 sulla sinistra; speculare, alle pagine seguenti, sono le reti Mediaset (ex Fininvest). Le altre reti subiscono lo stesso trattamento ma in dimensioni ridotte con meno programmi evidenziati. Restano le finestre introduttive per ogni giorno con l'evento televisivo della giornata e la divisione in giornate per colori.
- Nel 2000/2001 la Rai cambia logo inserendo il disegno stilizzato della farfalla blu per Rai 1, rossa per Rai 2 e verde per Rai 3. Anche le reti Mediaset: Canale 5 diventa blu e viene leggermente modificato, Rete 4 diventa arancione e viene ingrandito e Italia 1 bianco con un contorno azzurro. Appaiono anche i palinsesti di emittenti satellitari come TELE+ e la guida TV iniziò a occupare sempre più pagine per giorno. LA7 prende il posto di Telemontecarlo anche nei palinsesti e MTV quello di TMC 2. Negli anni 2000 la guida TV, che negli anni precedenti occupava 3/4 pagine per giorno, arriva in poco tempo a raddoppiarsi e a occupare metà pagine del settimanale.
- Dal numero 20 del 2002 con l'incremento dei canali satellitari Stream e Telepiù, la rivista inserisce ulteriori pagine. Una pagina è dedicata ai programmi settimanali delle reti locali più importanti della zona di riferimento, una pagina è dedicata alla tv in rosa con le trame principali delle soap durante la settimana e una pagina ai cartoni animati e programmi per ragazzi della settimana. I programmi tv iniziano da sabato, tenendo così collegati i giorni del fine settimana. Sulla prima pagina in alto la striscia dei programmi delle sei reti nazionali di prima serata, sotto le griglie dei film in onda su tutti i canali analogici e satellitari e una griglia più grande sul programma della giornata. Nelle successive due pagine le tre gabbie con le rispettive griglie di palinsesto e box programmi delle reti Rai; nelle successive due pagine quelle relative alle tre reti Mediaset. La sesta pagina giornaliera era dedicata ai canali LA7 ed MTV e le griglie di Telepiù, la settimana dalle griglie di Telepiù e Stream e una colonna dalle tre reti Rai radiofoniche; l'ultima pagina dai canali sportivi di Stream e Telepiù. Un'ulteriore modifica avvenne nel numero 31 del 2003 con la nascita di Sky, le pagine rimasero pressoché uguali tranne quelle dedicate ai canali secondari e satellitari. LA7 e MTV accorciarono in lunghezza ma si allargarono in larghezza dando spazio sotto ai tre canali radiofonici Rai, e le due pagine dei programmi Sky.
- Tra il 2008 e il 2009 i palinsesti si arricchiscono degli altri canali del digitale terrestre, che affiancano LA7 e MTV. Fra di essi Iris e Rai Movie dedicati al cinema e Boing, Rai Gulp e Rai YoYo dedicati ai bambini.

### Anni 2010

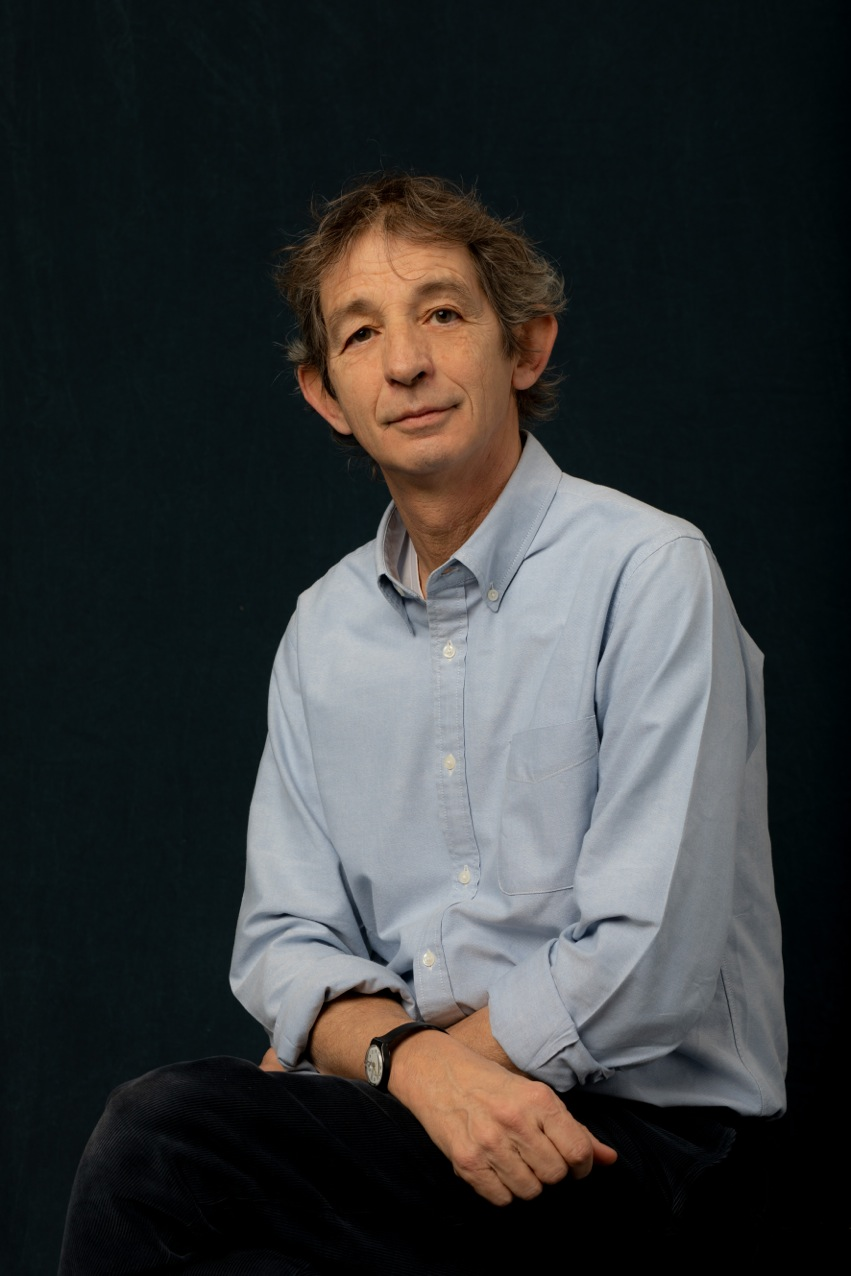
Aldo Vitali, direttore di TV Sorrisi e Canzoni dal 2012

Dal numero 37 del 4 settembre 2012 la guida TV cambia completamente:
- Ogni giorno è introdotto da due pagine che riassumono i programmi e i film consigliati. Nelle due pagine successive ci sono i programmi delle grandi reti Rai (Rai 1, Rai 2, Rai 3) sulla sinistra e Mediaset (Rete 4, Canale 5, Italia 1) sulla destra. Di tutti i programmi della giornata viene evidenziato in alto quello della prima serata di cui vengono fornite informazioni in più, scompaiono quindi le griglie con i tre programmi salienti Nelle successive due pagine si hanno le griglie dei canali del digitale terrestre. A sinistra in alto quella di (al 2019) LA7, TV8, NOVE, 20, Rai 4, con in alto evidenziato la gabbietta del programma di prima serata, sotto le griglie più piccole di Cielo, Mediaset Extra, Focus, Rai Premium, Rai 5. Nella pagina di destra in alto le griglie di Iris, Rai Movie, Paramount Channel, La 5, Real Time con in alto evidenziato la gabbia del programma di prima serata; in basso le minigriglie di Rai Storia, Giallo, Tv 2000, Cine Sony, La 7d, Rai Sport, Top Crime, DMAX, Spike, Italia 2. Una pagina per i canali Mediaset Premium e due per i canali Sky. Con le pagine della pubblicità si hanno un totale di ben dieci pagine per giorno.

Dal n. 43 del 2019 la pagina dei programmi Mediaset Premium (pay tv) viene utilizzata per gli altri canali gratuiti. Rai 5, Rai Premium, Giallo, Spike, Top Crime vengono poste in alto con le rispettive gabbie per il programma della serata. Giù le restanti dieci caselle dei palinsesti di altre tv.
Nella lista canali troviamo: Rai 1, Rai 2, Rai 3, Rete 4, Canale 5, Italia 1, LA7, TV8, Nove, 20, Rai 4, Iris, Rai 5, Rai Movie, Rai Premium, Cielo, Paramount Network, Tv2000, La7d, La5, RealTime, Cine34, Italia 2, Giallo, Top Crime, Boing, Rai Gulp, Rai YoYo, Spike, DMAX, Rai Storia, Mediaset Extra e Rai Sport.

## Servizi e rubriche storiche
- Sorrisi Nel Mondo: Simona Morini inviata da New York, Giovanna Asselle, inviata da Londra, Françoise Rivière, inviata da Parigi, Paola Dessy (sostituita poi da Paola Zivelli), inviata da Roma. Dal 1990 - 1991 si aggiunse anche Beatriz Alonso, inviata da Madrid.[20]
- Intervista a... (fino a inizio 1993).
- Il vostro clacson (sostituito poi da "Clacson"), curato da Carlo Luna, (Rubrica storica fino al 1996).[20]
- Qui "Sorrisi" vi parla Ruggero Orlando, (Rubrica fino al 1988) e poi saltuariamente nel 1989.
- Il Caso...di Enzo Biagi (Preso dall'omonima trasmissione di Rai 1, durato fino al 1988).
- Dalla parte del signor Rossi (sostituito poi da "Il signor Rossi"), di Luisa Rivelli, (Rubrica storica, fino al 1991).
- Io...un cittadino, di Antonio Lubrano (dal 1988 al 1995).
- Pan e Vino, di Luigi Veronelli (Rubrica storica fino al 1989, quando poi fu sostituito nel 1987 da "Pan e Vip").
- Viaggio nella scienza, di Piero Angela, (Rubrica storica fino al 1996).[21]
- Forum Risponde...Santi Licheri, (Rubrica all'interno dell'omonima trasmissione, fino al 1996),
- I nostri concorsi - La Quattordicesima di "Sorrisi", (fu il concorso all'interno della trasmissione a premi "Il pranzo è servito", Il concorso durò dal 1987 fino a quando si chiuse il quiz nel 1992).
- Colgo l'occasione, di Luca Goldoni, (Questa è stata la rubrica più longeva in tutti questi anni di Tv Sorrisi e canzoni, proseguita fino al 2007).
- L'Oroscopo di Barbanera, (Rubrica storica, fino al 1992), quando fu sostituito da "Le previsioni di Barbanera - L'Oroscopo della settimana".
- TeleBobo, di Sergio Staino, (Rubrica storica di vignette, fino al 1997, sostituito poi da Altan)-
- Attenti al lupo di Lupo Alberto (Rubrica finale della rivista, è una delle più longeve comparendo in ogni numero dal 1994).
- SuperClassifica (la celebre classifica degli album più venduti, ha originato anche un programma televisivo omonimo).

## Stile
Il settimanale mantiene un tono pacato e facilmente approcciabile, evitando pettegolezzi.

## Evoluzione del prezzo
- 1952 - 50 lire
- 1953-1957 - 30 lire
- 1957-1959 - 40 lire
- 1960-1963 - 50 lire
- 1963-1964 - 60 lire
- 1964-1965 - 70 lire
- 1965-1967 - 80 lire
- 1967-1969 - 100 lire
- 1969-1970 - 120 lire
- 1971 - 130 lire
- 1971-1973 - 150 lire
- 1973-1974 - 200 lire
- 1974-1975 - 250 lire
- 1975-1977 - 300 lire
- 1977-1978 - 350 lire
- 1978-1979 - 400 lire
- 1979-1980 - 500 lire
- 1980-1981 - 600 lire
- 1981-1982 - 700 lire
- 1982-1983 - 800 lire
- 1983-1985 - 1000 lire
- 1985-1986 - 1200 lire
- 1986-1987 - 1300 lire
- 1987-1988 - 1400 lire
- 1988-1989 - 1500 lire
- 1989-1990 - 1600 lire
- 1990-1994 - 1800 lire
- 1994-1995 - 2000 lire
- 1995-1998 - 2300 lire
- 1999-2000 - 2400 lire
- 2001 - 2500 lire
- 2002-2007 - 1,30 €
- 2008-2009 - 1,40 €
- 2009-in corso - 1,50 €

## Iniziative
Ogni anno fino al 2008 la rivista organizzava la manifestazione Gran Premio Internazionale dello Spettacolo in cui venivano consegnati i "Telegatti", premi destinati ai migliori personaggi della TV, alle migliori trasmissioni televisive, ma anche alle star del cinema, della musica e dello sport. L'organizzazione dello spettacolo era curata dalla storica condirettrice della rivista, Rosanna Mani. Un'altra iniziativa è il programma Vota la voce, ideato da Gigi Vesigna, che era l'allora direttore del giornale. "Sorrisi e Canzoni TV", nell'ambito del Premio Lunezia, a partire dal 2011, ha consegnato il premio "TVSC", a vari chansonnier italiani, tra essi Arisa, Fabrizio Moro e Nina Zilli.

## Il SuperTelegattone
Il pupazzo mascotte del giornale e del programma televisivo Superclassifica Show era Oscar, anche chiamato SuperTelegattone. Il suo verso, Miao hopp!, e la sigla della trasmissione da lui interpretata, sono entrati nella storia della TV. Il doppiatore di Oscar era l'imitatore Franco Rosi.

## Tema musicale
- Sorrisi; scritta da Vincenzo Spampinato e Maurizio Fabrizio ed eseguita dalla band musicale New Glory, composta da Leo Fabrizio e Lorenzo Lavagetti (1984-1990)[24]
- Sorrisi is Magic; scritta da Luca Jurman ed eseguita dai fratelli La Bionda (dal 1991)

## Direttori
- Agostino Campi (ottobre 1952 - maggio 1956)
- Giuseppe Campi (maggio 1956 - agosto 1960)
- Tarquinio Maiorino (agosto 1960 - gennaio 1967)
- Giorgio De Fonseca (gennaio 1967 - giugno 1967)
- Antonio Lubrano (giugno 1967 - ottobre 1967)
- Dario Baldi (ottobre 1967 - marzo 1973)
- Gigi Vesigna (marzo 1973 - agosto 1994)
- Pierluigi Ronchetti (settembre 1994 - 9 giugno 2002)
- Massimo Donelli (10 giugno 2002 - 15 ottobre 2006)
- Umberto Brindani (16 ottobre 2006 - 22 giugno 2008)
- Alfonso Signorini (23 giugno 2008 - 26 febbraio 2012)
- Aldo Vitali (27 febbraio 2012 - in carica)